# Hayden Christensen
Hayden Christensen (Vancouver, 19 de abril de 1981) é um ator canadense. Ele é mais conhecido por interpretar Anakin Skywalker / Darth Vader na franquia Star Wars. Apareceu pela primeira vez nos filmes Star Wars: Episódio II – Ataque dos Clones (2002) e Star Wars: Episódio III – A Vingança dos Sith (2005), fez uma pequena participação especial em Star Wars: The Rise of Skywalker (2019) e foi o antagonista principal na série Obi-Wan Kenobi (2022). Ele reprisou o papel na série Ahsoka (2023).
Christensen começou sua carreira na televisão canadense aos 13 anos, passando para a televisão estadunidense no fim dos anos 1990. Entre seus primeiros trabalhos de destaque estão As Virgens Suicidas (1999), Life as a House (2001) e Shattered Glass (2003), pelos quais ganhou aclamação crítica pelos papéis de Sam em Life as a House e de Stephen Glass em Shattered Glass. Entre as conquistas de Christensen, estão indicações ao Globo de Ouro e ao Prêmio do Sindicato de Atores dos EUA, além de ter recebido o Trophée Chopard do Festival de Cannes. Outros de seus papéis de destaque são em Awake (2007), em Jumper (2008), em Takers (2010) e em Little Italy (2018).

## Primeiros anos
Christensen nasceu em Vancouver, Colúmbia Britânica, filho de Alie, uma redatora de discursos estadunidense, e David Christensen, um programador e executivo das comunicações canadense. Seu pai é descendente de dinamarqueses e sua mãe tem ascendência sueca e italiana. Christensen é o terceiro de quatro filhos, com três irmãos atores: o irmão mais velho Tove, a irmã mais velha Hejsa e a irmã mais nova Kaylen. Ele passava os verões em Long Island com sua avó materna, Rose Schwartz.
Christensen estudou na Unionville High School em Markham, Ontário. Foi atleta no ensino médio, jogando hóquei competitivamente e tênis em nível provincial. Frequentou o Actors Studio na cidade de Nova Iorque; estudou também no programa de teatro Arts York durante ensino médio. Depois de acompanhar sua irmã mais velha ao escritório de seu agente depois que ela conseguiu um papel em um comercial da Pringles, ele também começou a ser escalado para comerciais, inclusive para o xarope para tosse Triaminic em 1988.

## Carreira

#### Star Wars

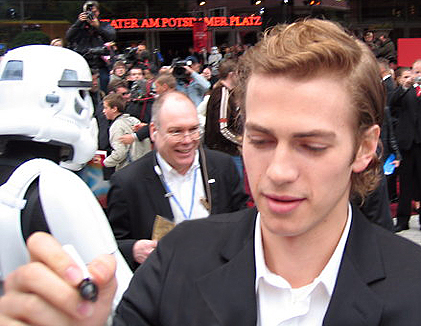
Hayden durante a estreia de A Vingança dos Sith em Berlim. Ele recebeu críticas por sua atuação no filme

Em 12 de maio de 2000, Christensen anunciou que estrelaria como a versão jovem-adulta de Anakin Skywalker em Star Wars: Episódio II – Ataque dos Clones (2002) e Star Wars: Episódio III – A Vingança dos Sith (2005); Skywalker foi anteriormente retratado por Jake Lloyd quando criança em Star Wars: Episódio I – A Ameaça Fantasma (1999). A diretora de elenco Robin Gurland analisou cerca de 1,5 mil outros candidatos antes que o diretor George Lucas selecionasse Christensen, supostamente porque ele e Natalie Portman (a atriz que interpreta Padmé Amidala) "ficaram bem juntos".
Durante a produção de A Vingança dos Sith, Christensen perguntou a Lucas se um traje especial de Vader poderia ser construído para caber em seu próprio corpo, em vez de ter um ator diferente vestindo um dos conjuntos originais da armadura usada por David Prowse. Lucas concordou, e um traje foi projetado para caber na estrutura de Christensen, incluindo até extensões para permitir que o ator atingisse a altura de 1,98 m de Vader. Sua voz "robótica", no entanto, foi dublada por James Earl Jones, que fez o mesmo papel na trilogia original. Como no filme anterior, Christensen e Ewan McGregor realizaram suas próprias cenas de luta com sabre de luz sem o uso de dublês.
Em uma das mudanças mais controversas feitas na trilogia original de Star Wars, Christensen foi inserido no lançamento do DVD de Return of the Jedi em 2004, onde substituiu Sebastian Shaw como o fantasma da força do redimido Anakin Skywalker. Lucas queria que a pessoa interior de Anakin voltasse a ser quem ele era antes de se voltar para o lado negro. Christensen garante que isso foi feito sem seu conhecimento, ato que foi confirmado pela própria Lucasfilm no especial "O Retorno de Jedi: O que mudou?" como visto no site oficial para comemorar os DVDs de 2006.
A atuação de Christensen nos Episódios II e III foi recebida com críticas geralmente mistas dos críticos, embora as críticas contemporâneas observem que sua atuação foi afetada principalmente pela direção e pelos diálogos, e desde então tem recebido uma reavaliação positiva em retrospecto. Recebeu diversos prêmios e indicações por esses filmes, destacando-se o Prêmio MTV Movie de Melhor Vilão e dois Framboesa de Ouro de Pior Ator Coadjuvante.

### 2019–presente: Retorno à franquiaStar Wars
Em 2019, a voz de Christensen como Anakin Skywalker foi utilizada em uma participação especial em Star Wars: The Rise of Skywalker. Christensen também recebeu crédito juntamente a Matt Lanter pelo penúltimo episódio da última temporada da série animada Star Wars: The Clone Wars intitulado "Aniquilados", apesar de o diálogo usado ser reaproveitado de A Vingança dos Sith. Em 22 de outubro de 2021, foi confirmado que ele retornaria de vez ao papel na série Ahsoka.
Em maio de 2022, Christensen interpretou Darth Vader na minissérie Obi-Wan Kenobi da Disney+. Seu desempenho foi elogiado por críticos, que notaram uma melhoria em relação à trilogia prequela. Ele apareceu no documentário especial Obi-Wan Kenobi: A Jedi's Return que estreou em 8 de setembro de 2022.

## Vida pessoal
No começo da década de 2000, Christensen foi listado entre as 50 pessoas mais bonitas do mundo pela revista People e entre as 25 estrelas com menos de 25 anos mais quentes pela Teen People.
Em 2007, Christensen começou a namorar a atriz Rachel Bilson, com quem estrelou o filme Jumper. Ficaram noivos em 25 de dezembro de 2008. Na metade de 2010, eles se separaram, mas reataram a relação após alguns meses. Em 29 de outubro de 2014, Bilson deu à luz sua única filha fruto da união. Christensen e Bilson separaram-se em setembro de 2017.
Em 2007, Christensen comprou uma fazenda próxima de Uxbridge, Ontário. Ele observou em 2008 que ele mesmo estava reformando a propriedade e dedicando tempo para aprender sobre "pecuária, plantações e máquinas agrícolas". Em novembro de 2013, colaborou com a cadeia de moda canadense RW&Co para lançar uma linha de roupas masculinas inspirada em sua fazenda.
Um grande torcedor do Toronto Maple Leafs, Christensen participou da campanha Teens for Jeans, promovida pela ONG Do Something em 2008. Foi modelo em anúncios da Louis Vuitton, e também foi o rosto da fragrância Lacoste Challenge, da marca Lacoste. Ele participou do documentário Lazarus Effect Campaign, produzido pela Product Red, cujo objetivo era espalhar os esforços para a luta contra a AIDS na África.

## Filmografia

### Cinema
| Ano  | Título                                        | Papel                          | Notas                                                          |
| ---- | --------------------------------------------- | ------------------------------ | -------------------------------------------------------------- |
| 1995 | À Beira Da Loucura                            | Jornaleiro                     |                                                                |
| 1995 | Em Nome da Vingança                           | Jovem John Ryan                |                                                                |
| 1998 | Só Para Mulheres                              | Par de Tinka no baile          |                                                                |
| 1999 | O Sabotador                                   | Patrick Brennan                |                                                                |
| 1999 | As Virgens Suicidas                           | Jake Hill Conley               |                                                                |
| 2001 | Tempo de Recomeçar                            | Sam Monroe                     |                                                                |
| 2002 | Star Wars Episódio II: Ataque dos Clones      | Anakin Skywalker               |                                                                |
| 2003 | O Preço de Uma Verdade                        | Stephen Glass                  |                                                                |
| 2004 | Star Wars: Episode VI – Return of the Jedi    | Anakin Skywalker               | Não creditado; relançamento em DVD (substituiu Sebastian Shaw) |
| 2005 | Star Wars: Episódio III – A Vingança dos Sith | Anakin Skywalker / Darth Vader | Voz de Darth Vader no traje feita por James Earl Jones         |
| 2006 | Uma Garota Irresistível                       | Billy Quinn                    |                                                                |
| 2007 | Awake - A Vida Por Um Fio                     | Clay Beresford                 |                                                                |
| 2007 | Território Virgem                             | Lorenzo DeLamberti             |                                                                |
| 2008 | Jumper                                        | David Rice                     |                                                                |
| 2009 | Nova York, Eu Te Amo                          | Ben                            | Segmento: "Jiang Wen"                                          |
| 2010 | Ladrões                                       | A.J.                           |                                                                |
| 2010 | Mistério da Rua 7                             | Luke                           |                                                                |
| 2010 | Quantum Quest: A Cassini Space Odyssey        | Jammer                         | voz                                                            |
| 2014 | O Imperador                                   | Jacob                          |                                                                |
| 2015 | O Último Golpe                                | James Kelly                    |                                                                |
| 2015 | 90 Minutos no Paraíso                         | Don Piper                      |                                                                |
| 2017 | First Kill                                    | Will                           | diretamente em DVD                                             |
| 2017 | Numb, at the Edge of the End                  | Kurt                           |                                                                |
| 2018 | Little Italy                                  | Leo Campo                      |                                                                |
| 2019 | The Last Man                                  | Kurt                           |                                                                |
| 2019 | Star Wars: Episódio IX - Ascensão Skywalker   | Anakin Skywalker (voz)         | Participação especial                                          |

### Televisão
| Ano  | Título                                  | Papel                          | Notas                                                                             |
| ---- | --------------------------------------- | ------------------------------ | --------------------------------------------------------------------------------- |
| 1993 | Family Passions                         | Skip McDeere                   | 1 episódio                                                                        |
| 1993 | E.N.G.                                  | Joey                           | Episódio: "Honour or Wealth"                                                      |
| 1995 | Love and Betrayal: The Mia Farrow Story | Fletcher                       | Telefilme                                                                         |
| 1995 | Harrison Bergeron                       | Eric                           | Telefilme                                                                         |
| 1996 | No Greater Love                         | Teddy Winfield                 | Telefilme                                                                         |
| 1996 | Forever Knight                          | Andre                          | 1 episódio                                                                        |
| 1997 | Goosebumps                              | Zane                           | 2 episódios                                                                       |
| 1999 | Real Kids, Real Adventures              | Eli Goodner                    | 1 episódio                                                                        |
| 1999 | Clube do Terror                         | Kirk                           | 1 episódio                                                                        |
| 1999 | The Famous Jett Jackson                 | Steven                         | 1 episódio                                                                        |
| 2000 | Trapped in a Purple Haze                | Orin Krieg                     | Telefilme                                                                         |
| 2000 | Higher Ground                           | Scott Barringer                | 22 episódios                                                                      |
| 2020 | Star Wars: The Clone Wars               | Anakin Skywalker (voz)         | Episódio 7 da 11° Temporada "Aniquilados" (arquivo de voz de A Vingança dos Sith) |
| 2022 | Obi Wan-Kenobi                          | Anakin Skywalker / Darth Vader | Minissérie da Disney+                                                             |
| 2023 | Ahsoka                                  | Anakin Skywalker / Darth Vader | Série da Disney+                                                                  |

## Prêmios e indicações
| Ano  | Prêmio                                            | Categoria                                         | Indicação                                     | Resultado | Ref.   |
| ---- | ------------------------------------------------- | ------------------------------------------------- | --------------------------------------------- | --------- | ------ |
| 2001 | Young Hollywood Award                             | Ator Promissor                                    | Life as a House                               | Venceu    | [ 53 ] |
| 2001 | National Board of Review                          | Melhor Ator Revelação                             | Life as a House                               | Venceu    | [ 54 ] |
| 2001 | Globo de Ouro                                     | Melhor Ator Coadjuvante em Cinema                 | Life as a House                               | Indicado  | [ 55 ] |
| 2001 | Prêmio Screen Actors Guild                        | Melhor Ator Coadjuvante em Cinema                 | Life as a House                               | Indicado  | [ 56 ] |
| 2001 | Dallas–Fort Worth Film Critics Association Awards | Melhor Ator Coadjuvante                           | Life as a House                               | Indicado  |        |
| 2001 | Online Film Critics Society Awards                | Melhor Revelação                                  | Life as a House                               | Indicado  |        |
| 2001 | Chicago Film Critics Association Awards           | Ator Mais Promissor                               | Life as a House                               | Indicado  |        |
| 2002 | Festival de Cannes                                | Revelação Masculina                               | Star Wars: Episódio II – Ataque dos Clones    | Venceu    | [ 57 ] |
| 2002 | Framboesa de Ouro                                 | Pior Ator Coadjuvante                             | Star Wars: Episódio II – Ataque dos Clones    | Venceu    | [ 24 ] |
| 2002 | Framboesa de Ouro                                 | Pior Combo em Tela (dividido com Natalie Portman) | Star Wars: Episódio II – Ataque dos Clones    | Indicado  | [ 58 ] |
| 2002 | Prêmio Saturno                                    | Melhor Ator Jovem                                 | Star Wars: Episódio II – Ataque dos Clones    | Indicado  |        |
| 2002 | Prêmio Saturno                                    | Cinescape Genre Face of the Future Award          | Star Wars: Episódio II – Ataque dos Clones    | Indicado  |        |
| 2002 | Teen Choice Award                                 | Melhor Ator de Ação                               | Star Wars: Episódio II – Ataque dos Clones    | Indicado  |        |
| 2002 | Teen Choice Award                                 | Melhor Química (dividido com Natalie Portman)     | Star Wars: Episódio II – Ataque dos Clones    | Indicado  |        |
| 2002 | Teen Choice Award                                 | Melhor Beijo (dividido com Natalie Portman)       | Star Wars: Episódio II – Ataque dos Clones    | Indicado  |        |
| 2002 | Teen Choice Award                                 | Melhor Estrela Masculina                          | Star Wars: Episódio II – Ataque dos Clones    | Indicado  |        |
| 2003 | Las Palmas Film Festival                          | Melhor Ator (dividido com Peter Sarsgaard)        | Shattered Glass                               | Venceu    | [ 59 ] |
| 2003 | Prêmio Satellite                                  | Melhor Ator em Cinema                             | Shattered Glass                               | Indicado  |        |
| 2005 | ShoWest                                           | Estrela do Futuro                                 | Star Wars: Episódio III – A Vingança dos Sith | Venceu    | [ 60 ] |
| 2005 | Prêmio MTV Movie                                  | Melhor Vilão                                      | Star Wars: Episódio III – A Vingança dos Sith | Venceu    | [ 23 ] |
| 2005 | Framboesa de Ouro                                 | Pior Ator Coadjuvante                             | Star Wars: Episódio III – A Vingança dos Sith | Venceu    | [ 25 ] |
| 2005 | Prêmio Saturno                                    | Melhor Ator                                       | Star Wars: Episódio III – A Vingança dos Sith | Indicado  | [ 61 ] |
| 2005 | Prêmio MTV Movie                                  | Melhor Luta (dividido com Ewan McGregor)          | Star Wars: Episódio III – A Vingança dos Sith | Indicado  |        |
| 2005 | Teen Choice Award                                 | Melhor Ator de Ação                               | Star Wars: Episódio III – A Vingança dos Sith | Indicado  |        |
| 2005 | Teen Choice Award                                 | Melhor Vilão                                      | Star Wars: Episódio III – A Vingança dos Sith | Indicado  |        |
| 2007 | Framboesa de Ouro                                 | Pior Combo em Tela (dividido com Jessica Alba)    | Awake                                         | Indicado  |        |
| 2008 | Prêmio MTV Movie                                  | Melhor Luta (dividido com Jamie Bell)             | Jumper                                        | Indicado  |        |
| 2010 | Black Reel Awards                                 | Melhor Elenco                                     | Takers                                        | Indicado  |        |
| 2022 | Prêmio Saturno                                    | Melhor Ator Convidado em Série de Streaming       | Obi-Wan Kenobi                                | Venceu    | [ 62 ] |
| 2023 | Critics' Choice Super Awards                      | Melhor Vilão em Série de Televisão                | Obi-Wan Kenobi                                | Indicado  | [ 63 ] |